# Tasisat Daryaei FSC
Il Tasisat Daryaei FSC è stata una squadra iraniana di calcio a 5 con sede a Teheran.

## Storia
La società fu fondata nel 2012 come circolo ricreativo per i dipendenti dell'Iranian Offshore Engineering and Construction Company (IOEC). In seguito all'acquisto del titolo sportivo dello Steel Azin, la società avviò un ambizioso programma di professionalizzazione che proiettò la squadra, in brevissimo tempo, ai vertici del campionato iraniano. 

## Palmarès

### Competizioni nazionali
- Campionato iraniano: 2

2014-2015, 2015-2016

### Competizioni internazionali
- AFC Futsal Club Championship: 1

2015